# Circonscription de Pella
La circonscription de Pella (en grec Εκλογική περιφέρεια Πέλλας) est une circonscription législative de la Grèce. Elle correspond au territoire du nome de Pella. Elle compte 147 952 électeurs inscrits en janvier 2015.

Situation de la circonscription de Pella

## Élections législatives de mai 2012

### Résultats
La circonscription de Pella élit quatre députés en mai 2012. Les élections ont lieu au scrutin proportionnel plurinominal avec prime majoritaire et un seuil de représentation de 3 % des suffrages exprimés au niveau national.
100 064 électeurs se sont exprimés sur 149 647 inscrits, soit un taux de participation de 66,87 %. Parmi les vingt listes candidates, trois listes obtiennent au moins un siège dans la circonscription.
| Rang | Liste                              | Nombre de voix | Pourcentage des voix | Nombre de sièges |
| ---- | ---------------------------------- | -------------- | -------------------- | ---------------- |
| 1    | Nouvelle Démocratie                | +26 400,       | 27,16 %              | 2                |
| 2    | Mouvement socialiste panhellénique | +18 320,       | 18,85 %              | 1                |
| 3    | SYRIZA                             | +09 696,       | 9,97 %               | 0                |
| 4    | Grecs indépendants                 | +09 498,       | 9,77 %               | 1                |
| 5    | Aube dorée                         | +07 365,       | 7,58 %               | 0                |
| 6    | Gauche démocrate                   | +06 339,       | 6,52 %               | 0                |
| 7    | Parti communiste de Grèce          | +05 934,       | 6,10 %               | 0                |

### Députés

#### Nouvelle Démocratie
La liste de la Nouvelle Démocratie est en tête et obtient deux sièges.
| Rang | Nom                  | Nombre de voix |
| ---- | -------------------- | -------------- |
| 1    | Geórgios Karasmánis  | +10 513,       |
| 2    | Dionysios Staménitis | +09 383,       |

#### Mouvement socialiste panhellénique
La liste du Mouvement socialiste panhellénique est deuxième et obtient un siège.
| Rang | Nom             | Nombre de voix |
| ---- | --------------- | -------------- |
| 1    | Theodóra Tzákri | +08 516,       |

#### Grecs indépendants
La liste des Grecs indépendants est quatrième et obtient un siège.
| Rang | Nom                         | Nombre de voix |
| ---- | --------------------------- | -------------- |
| 1    | Athanasios Grammatikopoulos | +03 249,       |
| 2    | Eua Kalii                   | 1 8886         |

## Élections législatives de juin 2012

### Résultats
La circonscription de Pella élit quatre députés en juin 2012. Les sièges sont répartis à l'issue d'un scrutin proportionnel plurinominal avec prime majoritaire entre les listes ayant obtenu au moins 3 % des suffrages exprimés au niveau national.
95 608 électeurs se sont exprimés sur 149 705 inscrits, soit un taux de participation de 63,86 %. Parmi les dix-sept listes candidates, deux listes obtiennent au moins un siège dans la circonscription.
| Rang | Liste                              | Nombre de voix | Pourcentage des voix | Nombre de sièges |
| ---- | ---------------------------------- | -------------- | -------------------- | ---------------- |
| 1    | Nouvelle Démocratie                | +33 850,       | 35,85 %              | 3                |
| 2    | SYRIZA                             | +17 333,       | 18,36 %              | 0                |
| 3    | Mouvement socialiste panhellénique | +16 218,       | 17,18 %              | 1                |
| 4    | Grecs indépendants                 | +07 127,       | 7,55 %               | 0                |
| 5    | Aube dorée                         | +06 937,       | 7,35 %               | 0                |
| 6    | Gauche démocrate                   | +4 971,        | 5,26 %               | 0                |
| 7    | Parti communiste de Grèce          | +02 592,       | 2,75 %               | 0                |

### Députés

#### Nouvelle Démocratie
La liste de la Nouvelle Démocratie est en tête et obtient trois sièges.
| Rang | Nom                  |
| ---- | -------------------- |
| 1    | Geórgios Karasmánis  |
| 2    | Dionysios Staménitis |
| 3    | Iordanis Tzamtzis    |

#### Mouvement socialiste panhellénique
La liste du Mouvement socialiste panhellénique est troisième et obtient un siège.
| Rang | Nom             |
| ---- | --------------- |
| 1    | Theodóra Tzákri |

## Élections législatives de janvier 2015

### Résultats
La circonscription de Pella élit quatre députés en janvier 2015. Les sièges sont répartis à l'issue d'un scrutin proportionnel plurinominal avec prime majoritaire entre les listes ayant obtenu au moins 3 % des suffrages exprimés au niveau national.
97 261 électeurs se sont exprimés sur 147 952 inscrits, soit un taux de participation de 65,74 %. Parmi les seize listes candidates, deux listes obtiennent au moins un siège dans la circonscription.
| Rang | Liste                              | Nombre de voix | Pourcentage des voix | Nombre de sièges |
| ---- | ---------------------------------- | -------------- | -------------------- | ---------------- |
| 1    | Nouvelle Démocratie                | +32 330,       | 34,02 %              | 1                |
| 2    | SYRIZA                             | +30 531,       | 32,12 %              | 3                |
| 3    | Aube dorée                         | +07 188,       | 7,56 %               | 0                |
| 4    | Mouvement socialiste panhellénique | +05 513,       | 5,80 %               | +0,              |
| 5    | La Rivière                         | +04 288,       | 4,51 %               | 0                |
| 6    | Grecs indépendants                 | +03 525,       | 3,71 %               | 0                |
| 7    | Parti communiste de Grèce          | +01 760,       | 1,85 %               | 0                |

### Députés
La répartition des sièges au sein de chaque liste élue dépend du nombre de voix obtenues individuellement par chaque candidat, suivant le système du vote préférentiel. Dans la circonscription de Pella, les listes peuvent comporter jusqu'à six candidats. Les électeurs peuvent exprimer un vote préférentiel pour un maximum de deux candidats sur la liste pour laquelle ils votent.

#### Nouvelle Démocratie
La liste de la Nouvelle Démocratie est en tête et obtient un siège.
| Rang | Nom                 | Nombre de voix |
| ---- | ------------------- | -------------- |
| 1    | Georgios Karasmanis | +18 131,       |

#### SYRIZA
La liste de la SYRIZA est deuxième et obtient trois sièges.
| Rang | Nom             | Nombre de voix |
| ---- | --------------- | -------------- |
| 1    | Theodora Tzakri | +11 153,       |
| 2    | Ioannis Sifakis | +07 248,       |
| 3    | Christos Smias  | +06 885,       |